# آثار حرب غزة (2008-2009)
تسببت الحرب على غزة 2008-2009 في العديد من الآثار الإنسانية والطبية والاقتصادية والصناعية التي بدأت بالغارات الجوية الإسرائيلية في 27 ديسمبر 2008 وانتهت في 18 يناير بوقف إطلاق النار الذي نفذته إسرائيل من جانب، وحماس والفصائل الفلسطينية الأخرى وفي وقت لاحق في نفس اليوم. جاء وقف إطلاق النار بعد 22 يومًا من القصف البري والبحري والجوي الذي خلف أكثر من 1300 قتيل فلسطيني وأكثر من 5000 جريح، ومقتل 13 إسرائيليًا. وحذر برنامج الأمم المتحدة الإنمائي من أنه ستكون هناك عواقب طويلة المدى للهجمات على غزة بسبب تضرر سبل عيش وأصول عشرات الآلاف من المدنيين في غزة.

## أزمة غزة الإنسانية

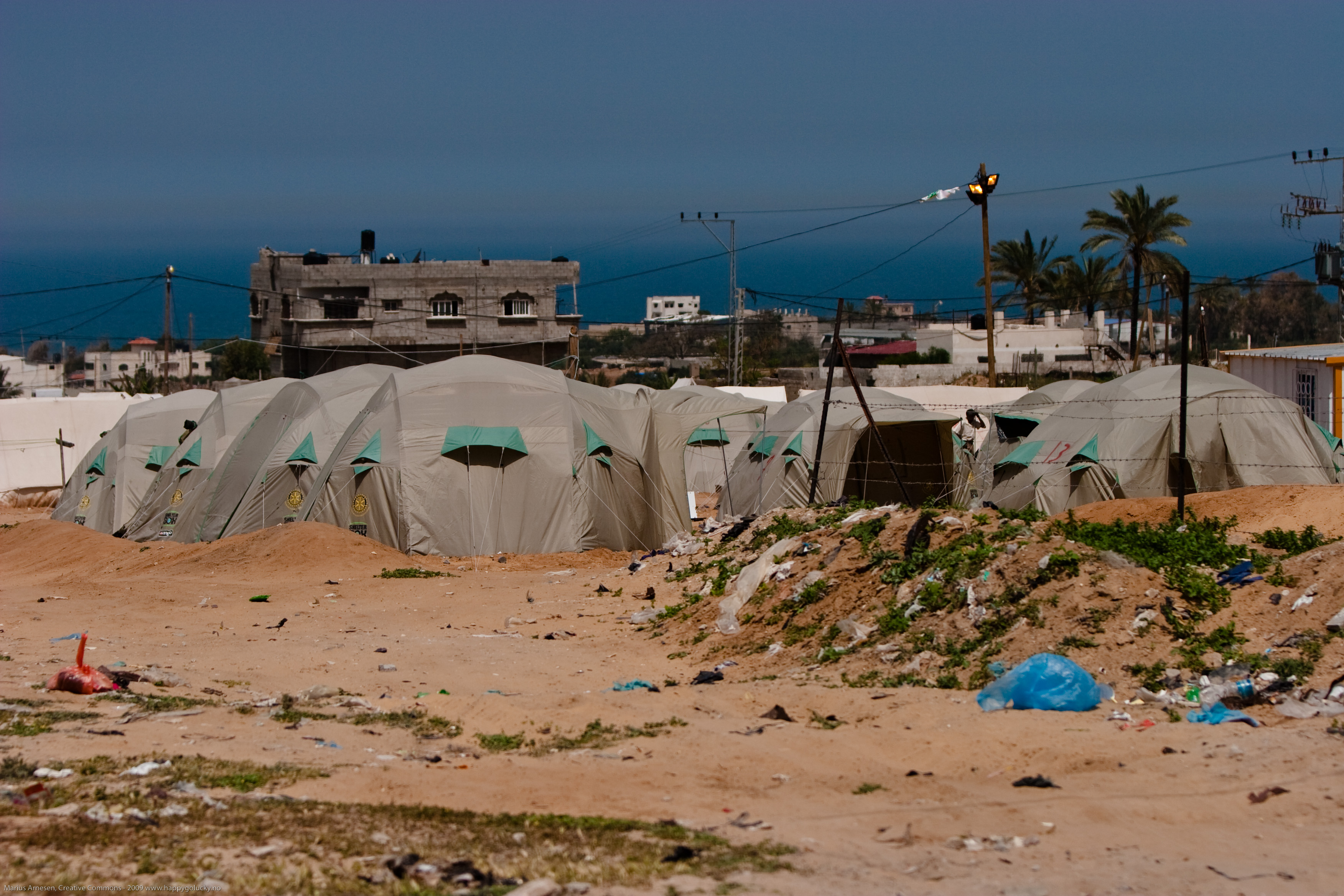
مخيم الخيام، قطاع غزة، نيسان 2009

يذكر مكتب الأمم المتحدة لتنسيق الشؤون الإنسانية أن الأزمة الإنسانية في قطاع غزة كبيرة ولا ينبغي التقليل من شأنها. صرحت الأمم المتحدة في عام 2009 أن الوضع في قطاع غزة كان "أزمة كرامة إنسانية " تنطوي على "تدمير هائل لسبل العيش وتدهور كبير في البنية التحتية والخدمات الأساسية". وانتشر الخوف والذعر على نطاق واسع، حيث أصبح 80 في المائة من السكان غير قادرين على إعالة أنفسهم ويعتمدون على المساعدات الإنسانية. وقالت منظمة الصليب الأحمر الدولية إن الوضع "لا يطاق" و"أزمة إنسانية كاملة".
في 3 كانون الثاني (يناير)، قبل العملية البرية للجيش الإسرائيلي، صرحت وزيرة الخارجية الإسرائيلية تسيبي ليفني أن إسرائيل حرصت على حماية السكان المدنيين في غزة، وأنها أبقت الوضع الإنساني "تمامًا كما ينبغي"، الحفاظ على موقف إسرائيل السابق. وانتقد رئيس الجامعة العربية عمرو موسى ليفني على البيان وانتقد مجلس الأمن لعدم استجابة أسرع للأزمة. وفي تقارير لاحقة، ذكرت الأمم المتحدة أن "وقف إطلاق النار الفوري هو وحده القادر على معالجة الأزمة الإنسانية والحماية الواسعة النطاق التي يواجهها سكان غزة".

### مَأوىً

#### الحماية والنزوح

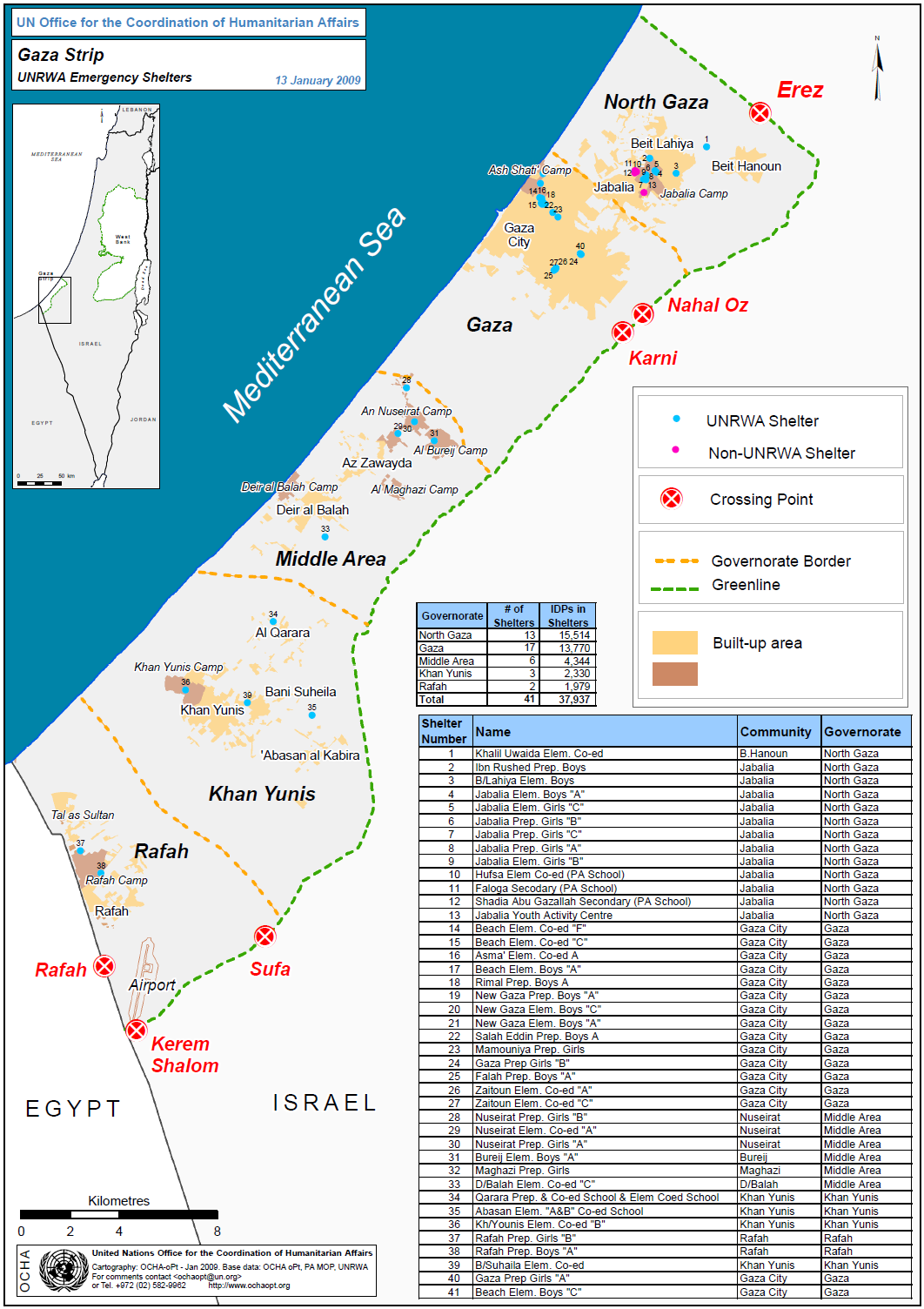
خريطة لقطاع غزة توضح موقع 41 ملجئًا طارئًا أقامتها الأونروا (اعتبارًا من 13 يناير) لإيواء 37،937 فلسطينيًا نازحين داخليًا

ووصفت الأمم المتحدة الوضع بأنه "أزمة حماية خطيرة". أفادت الأمم المتحدة أن جميع السكان المدنيين في قطاع غزة لا يزالون معرضين للخطر، حيث لا يوجد ملاذ آمن أو ملاجئ من القنابل والحدود المغلقة، مما يجعلها واحدة من النزاعات النادرة حيث لا مكان للمدنيين للفرار. يسود شعور "الذعر والخوف والضيق" في جميع أنحاء القطاع. نفّذ المدنيون حظر تجول مفروضًا ذاتيًا نظرًا لعدم وجود أنظمة إنذار عامة أو ملاجئ فعالة. يقوم الناس بإخلاء منازلهم والبقاء في الشوارع لساعات طويلة معرضين لمزيد من الخطر، أو البقاء مع أقاربهم. يواجه المدنيون انعدام الأمن أثناء إعادة تخزين المواد الغذائية الأساسية والمياه وغاز الطهي. الأطفال تشكل 56% من السكان، ليس لديهم منافذ ويظلون "معرضين للخطر" للقتال من حولهم.
ويقدر الهلال الأحمر الفلسطيني أن آلاف المنازل تضررت وأصبح "من الصعب بشكل متزايد" على سكانها البقاء فيها بسبب برودة الطقس. أعدت الأونروا مدارسها لتكون بمثابة ملاجئ مؤقتة للنازحين. كما أفاد كل من تحالف إنقاذ الطفولة ومركز الميزان، قبل العملية البرية للجيش الإسرائيلي في 3 يناير، تم تهجير أكثر من 13000 شخص (2000 عائلة) في القطاع. غالبية هذه العائلات تبحث عن مأوى مع أقاربها بينما يقيم البعض الآخر في ملاجئ الطوارئ المؤقتة التي توفرها الأونروا. وحتى اليوم الثالث عشر من يوم العملية العسكرية الإسرائيلية كان يقيم في هذه الملاجئ 21200 نازح فلسطيني. وبحلول الأسبوع الثالث من الهجمات، ارتفع هذا العدد بمقدار 14300 لاجئ، ليبلغ 35520 فلسطينيًا يقيمون في ملاجئ الأونروا. في نفس الفترة، قدر مركز الميزان أيضًا أن ما مجموعه 80،000-90،000 فلسطيني قد نزحوا، بما في ذلك ما يصل إلى 50،000 طفل. مع تزايد أعداد اللاجئين النازحين باستمرار، اضطرت الأونروا إلى فتح ملاجئ طارئة جديدة في جميع أنحاء قطاع غزة. كانت الملاجئ مكتظة وكانت تؤوي ضعف سعتها الأصلية المخطط لها.

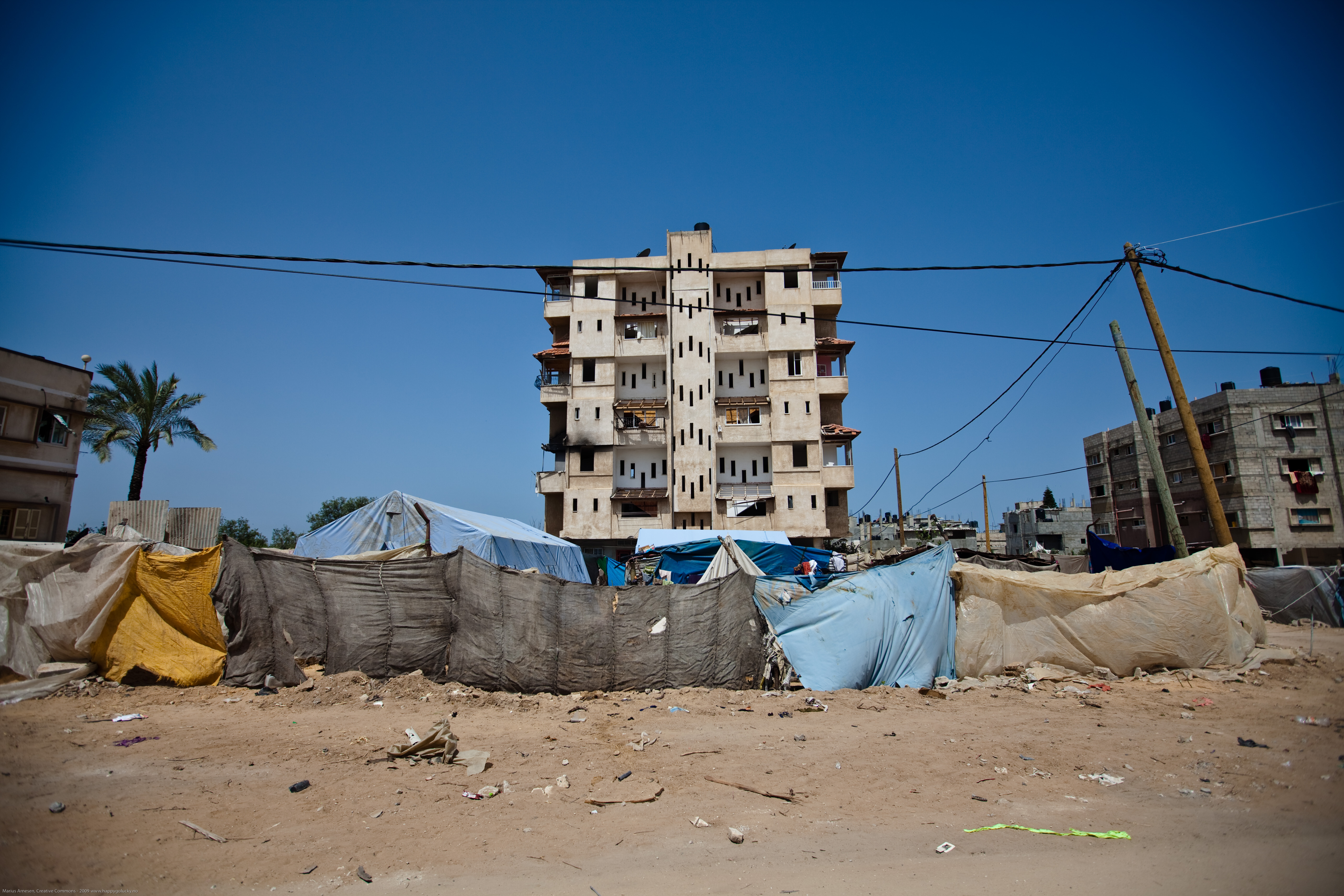
مخيم الخيام، قطاع غزة، نيسان 2009

بحلول 18 كانون الثاني (يناير)، بلغ عدد الفلسطينيين الذين يبحثون عن ملاجئ الأونروا ذروته إلى حوالي 51،000 نازح، مع مستوى أساسي فقط من الدعم بسبب العدد غير المسبوق من اللاجئين. بعد الهدوء أحادي الجانب، بدأ النازحون بالانتقال من مراكز الطوارئ. وحتى 23 كانون الثاني (يناير)، كانت الأونروا لا تزال تدير 15 مركزًا للطوارئ بهدف إغلاق تلك الملاجئ في أسرع وقت ممكن حتى يتمكنوا من إعادة فتح المدارس. حتى 9 شباط، ظلت ثلاثة ملاجئ غير مدرسية تابعة للأونروا مفتوحة وتستضيف 388 نازحًا. لا يزال الآلاف من سكان غزة بلا مأوى.
بعد انتهاء العملية الإسرائيلية والانتقال من ملاجئ الطوارئ، أصبح العديد من الفلسطينيين (تشير التقديرات الأولية إلى أن 10،991 أسرة نازحة، أو 71،657 شخصًا) أصبحوا بلا مأوى وبقوا مع عائلات مضيفة بسبب الهجمات المكثفة. الأسر المضيفة منهكة وتواجه نقصًا في المواد الغذائية وغير الغذائية والمياه والكهرباء. وتشمل الاحتياجات ذات الأولوية لهذه العائلات مجموعات المطبخ، ومستلزمات النظافة، والبطانيات، والمراتب والأغطية البلاستيكية.

#### تدمير المباني

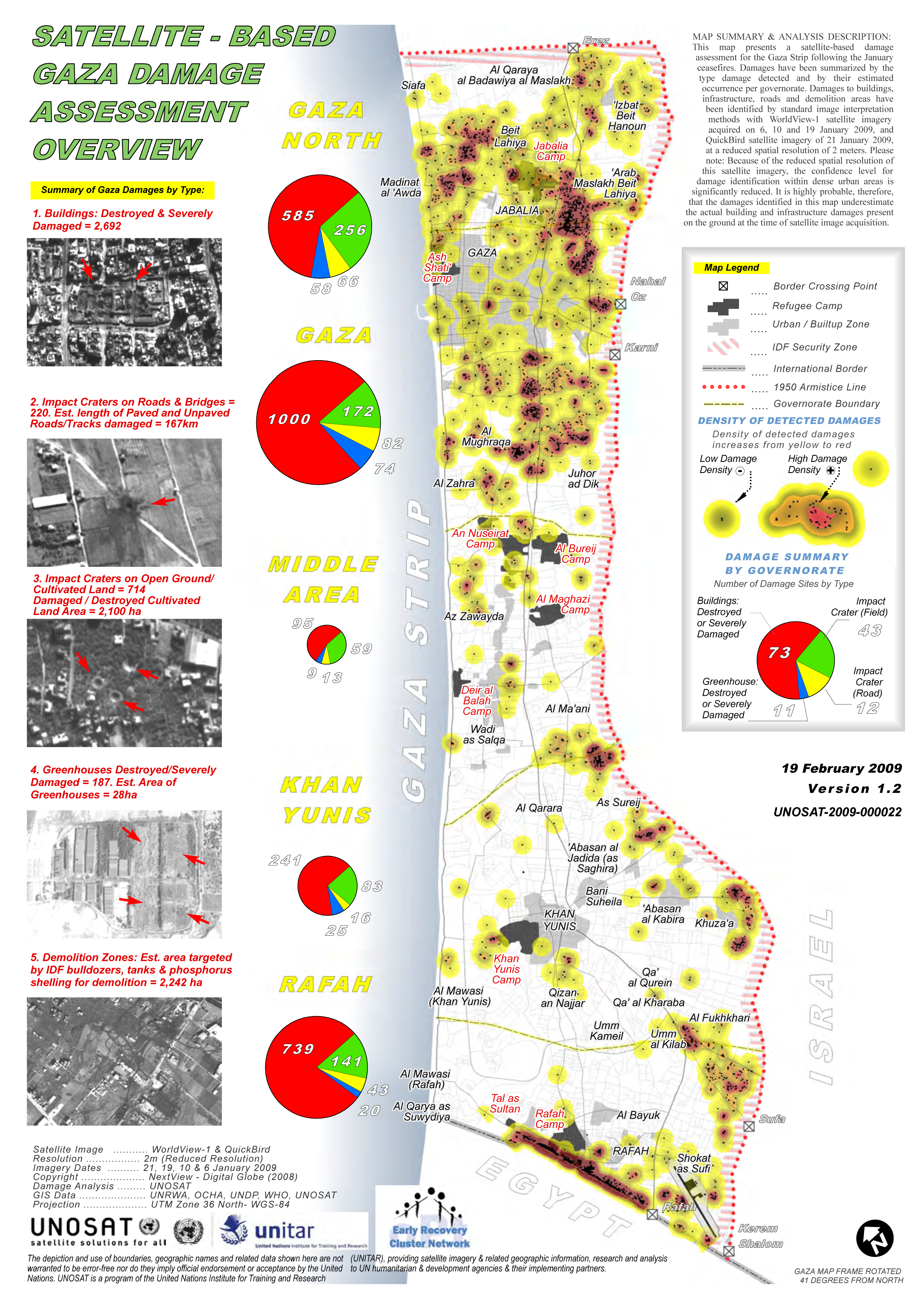
تقييم للأضرار التي لحقت بقطاع غزة بواسطة الأقمار الصناعية من قبل الأمم المتحدة (يونوسات). فبراير 2009

أفادت وكالات الإغاثة أن غزة "تبدو وكأنها منطقة زلزال": وردت أنباء عن تدمير واسع النطاق للمنازل والبنية التحتية والطرق والصوبات الزراعية والمقابر والمساجد والمدارس في جباليا وتل الهوى وبيت حانون وبيت لاهيا في الشمال. قطاع غزة. وبحسب اللجنة الدولية للصليب الأحمر، فإن "عدد من المناطق، بما في ذلك أجزاء من بيت لاهيا بدت وكأنها في أعقاب زلزال قوي". في غضون ذلك، أفاد العاملون الميدانيون في مركز الميزان أن "تجمعات عمرانية كاملة اختفت" في شمال غزة وشرق مدينة غزة. أفاد الصليب الأحمر الدولي أنه في جباليا وحدها، يعيش الآن ما بين ألف وألفي أسرة تحت أنقاض منازلهم. أفاد جون هولمز، وكيل الأمين العام للأمم المتحدة، في بيانه أمام مجلس الأمن، أنه رأى منطقة صناعية وسكنية بأكملها في شرق جباليا تم "تجريفها بشكل منهجي"، وهي مساحة لا تقل عن كيلومتر مربع واحد. وأن واحدة من أفضل المدارس في غزة تحولت إلى أنقاض وقد دمرت ملاجئها بالكامل 2000 عائلة. كانت الأونروا على استعداد لتقديم المساعدة النقدية وإصلاح المساكن لتلك العائلات، لكنها لم تتمكن من تقديم هذه المساعدة للمستفيدين بسبب نقص السيولة ومواد البناء في قطاع غزة.
تشير دراسة أولية أجراها برنامج الأمم المتحدة الإنمائي إلى أن 14000 منزل و68 مبنى حكومي و31 مكتبًا للمنظمات غير الحكومية تضررت كليًا أو جزئيًا. ونتيجة لذلك، سيتعين إزالة ما يقدر بنحو 600000 طن من الركام الخرساني. منذ عام 2007، لم تسمح مواد البناء بالدخول إلى غزة، مما أثر بشكل سلبي على مشاريع الأمم المتحدة، ولا سيما الأونروا وبرنامج الأمم المتحدة الإنمائي الذين اضطروا إلى تعليق أكثر من 100 مليون دولار في مشاريع البناء بسبب نقص المواد. وجد تقييم سريع آخر للأضرار لبرنامج الأمم المتحدة الإنمائي لـ 170 من أصل 407 مدرسة حكومية وخاصة في قطاع غزة أن عشر مدارس تضررت بشدة، وأن 160 مدرسة حكومية وعشر مدارس خاصة تضررت جزئيًا أثناء العملية العسكرية الإسرائيلية. وتعرضت ثماني رياض أطفال لأضرار جسيمة و60 روضة أطفال بشكل جزئي. وذكر مكتب الشؤون الإنسانية التابع للأمم المتحدة أن إصلاح هذه المدارس يظل أولوية ملحة. تم إحضار عشر خيام تابعة لليونيسف إلى غزة لاستخدامها كمساحات تعليمية في أكثر المناطق تضرراً. أكد المنسق الإسرائيلي لأنشطة الحكومة في المناطق أنه لا توجد نية حتى الآن لمراجعة السياسة التي تحظر إزالة مواد إعادة الإعمار والتي من شأنها أن تمكن وكالات الإغاثة العاملة في غزة من الانتقال إلى إعادة التأهيل وإعادة الإعمار.

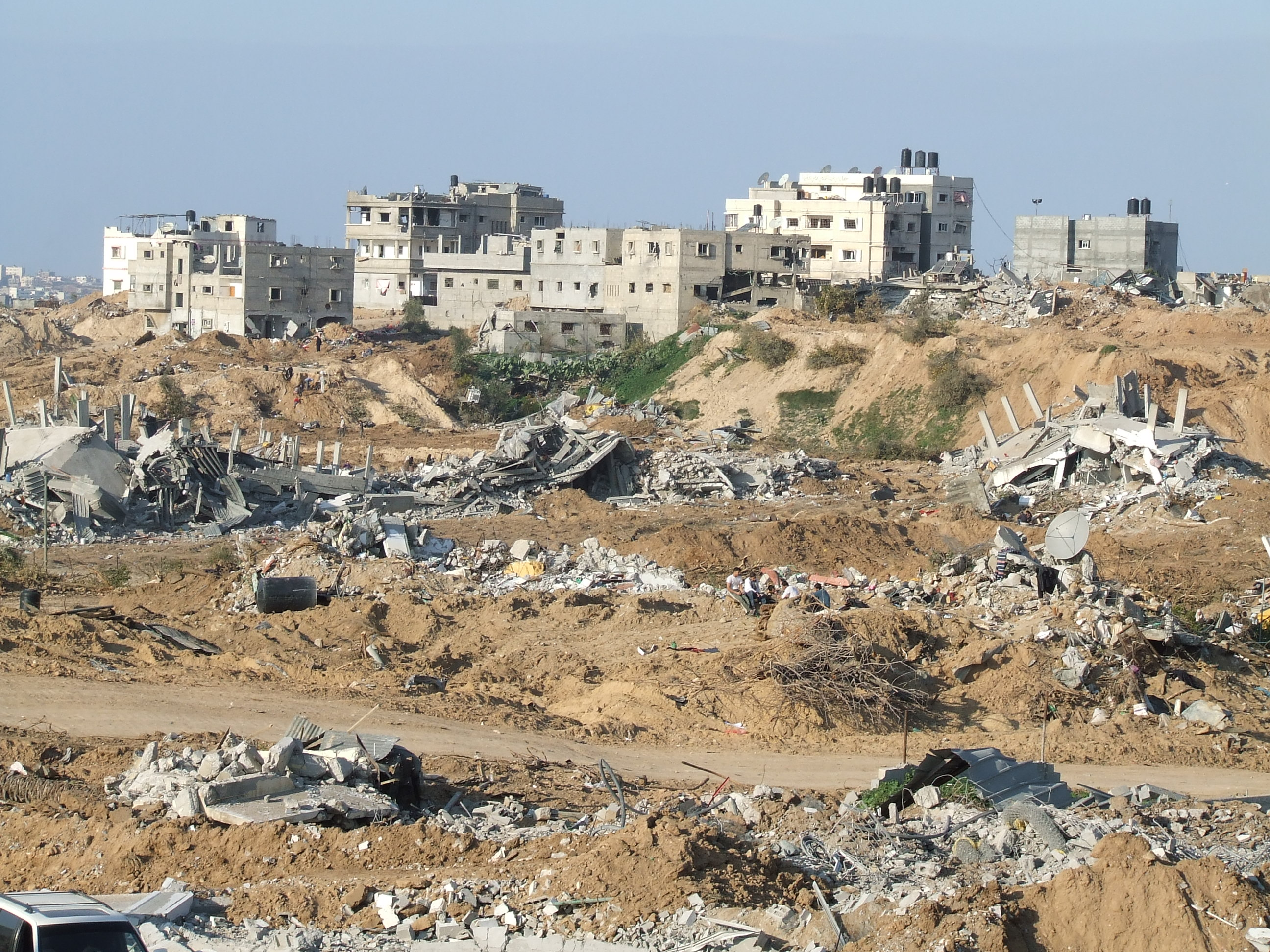
الأضرار في جباليا، قطاع غزة

كشف تقييم للأضرار التي لحقت بقطاع غزة بواسطة الأقمار الصناعية من قبل الأمم المتحدة عن 2692 مبنى مدمرا ومتضررا بشدة، و220 حفرة أثرية على الطرق والجسور بطول يقدر بـ 167 كيلومتر (104 ميل) من الطرق المعبدة وغير المعبدة المتضررة، 714 حفرة أثرية على الأرض المفتوحة أو الأراضي المزروعة بمساحة أرض تقدر بـ 2,100 هكتار (21 كـم2)، 187 دفيئة مدمرة تمامًا أو تضررت بشدة بمساحة تقدر بـ 28 هكتار (0.28 كـم2) و2,232 هكتار (22.32 كـم2) من المناطق المهدومة التي استهدفتها الجرافات والدبابات وقصف الفسفور.
أفادت الأنباء عن قيام قوات الدفاع الإسرائيلية بتخريب منازل في غزة: تركت زجاجات بول بلاستيكية وأكياس فضلات مغلقة. كانت هناك أيضًا منازل يتم فيها تلطيخ البراز على الجدران أو في أكوام جافة في الزوايا. في كثير من الحالات، ذكرت صحيفة "هآرتس" أن الروائح تشير إلى قيام الجنود بالتبول على أكوام من الملابس أو داخل الغسالة. ويتابع التقرير أن جميع المنازل كانت تفيض بالمراحيض وانسدادها، وكان هناك "قذارة في كل مكان". أفادت وكالة أسوشيتد برس أن العديد من المنازل كانت مكتوبة على الجدران بالعبرية بما في ذلك "الموت للعرب"، و"لا يخاف الناس الأبديون" و"يعيش الشعب اليهودي" وعلامات أخرى. وفي حوادث أخرى، أفاد قائد إسرائيلي بأنه أمر جنوده بعدم تشويه الممتلكات ووبخ كل من فعل ذلك.

### صحة

#### المرافق والمعدات الطبية

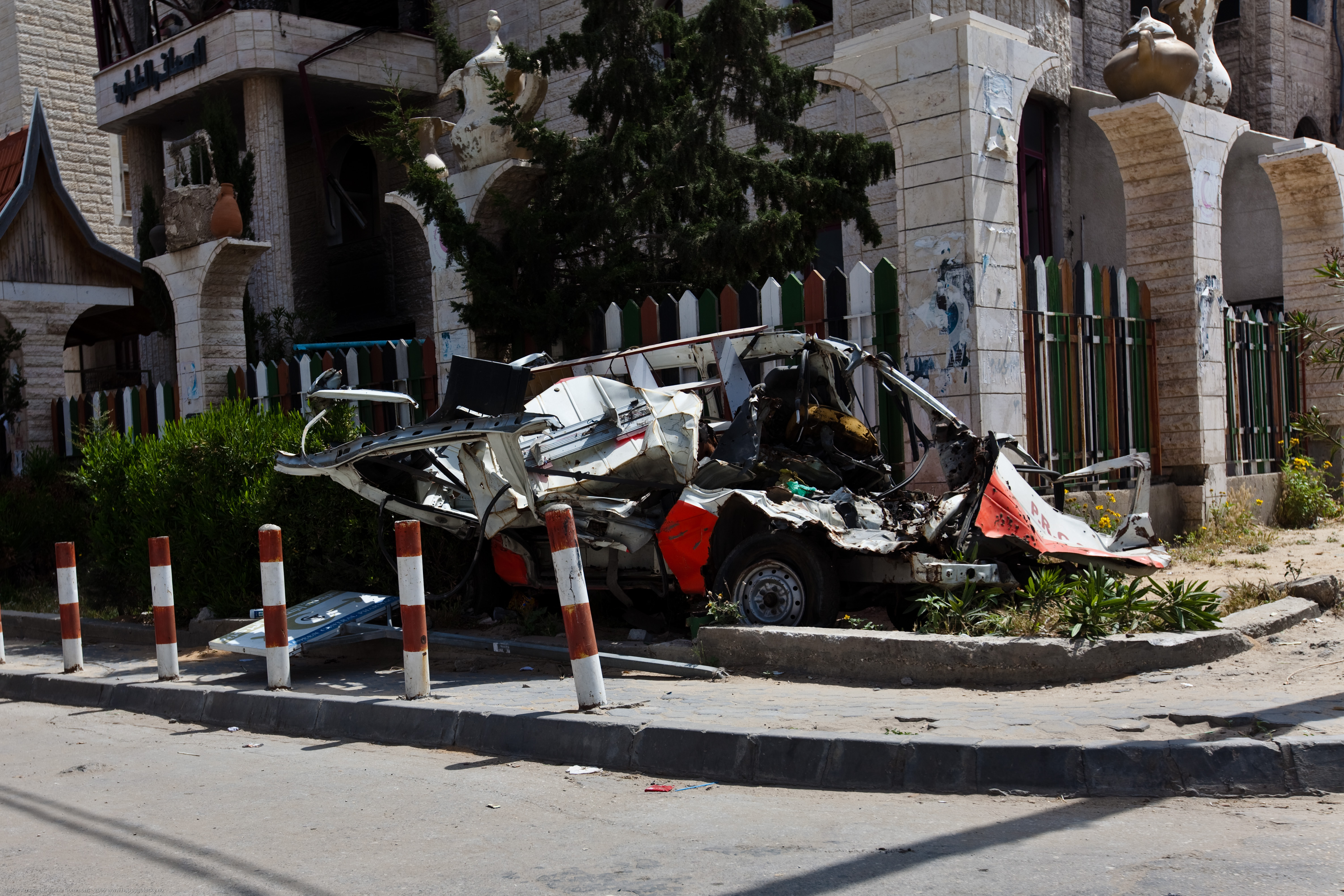
دمرت سيارة إسعاف في النزاع

وقد أضعف الحصار المفروض على قطاع غزة لمدة ثمانية عشر شهرًا، حتى 31 ديسمبر / كانون الأول، أفاد مخزن الأدوية المركزي أن 105 أدوية و255 من المستلزمات الطبية من قائمة الأدوية والمستلزمات الأساسية لا تزال غير متوفرة، وحوالي 20 بالمائة من سيارات الإسعاف قد توقفت عن العمل بسبب نقص قطع الغيار. تواجه سيارات الإسعاف صعوبات في الوصول إلى الجرحى بسبب استمرار إطلاق النار. المستشفيات التي أبلغت عن نقص حاد في الغاز تتوقع نضوبها التام في الأيام المقبلة. نتيجة النقص، قام برنامج الغذاء العالمي بتوزيع اللحوم المعلبة والبسكويت عالي الطاقة. ذكرت منظمة الصحة العالمية أن ما لا يقل عن 1000 آلة طبية معطلة، مع نقص في المعدات وقطع الغيار. أفادت مصادر من وزارة الصحة الفلسطينية أن الوضع في 2 كانون الثاني / يناير، وإن كان شديد الخطورة، قد استقر بعد وصول الإمدادات الطبية.
اعتبارًا من 4 يناير، كانت جميع مستشفيات مدينة غزة بدون كهرباء، اعتمادًا على المولدات الاحتياطية التي كانت على وشك الانهيار. في الفترة من 4 إلى 5 يناير، اضطرت الأونروا لإغلاق 19 مركزًا صحيًا بسبب الأعمال العدائية في المنطقة، وأغلقت وزارة الصحة المولدات في محطات الإسعاف ومخازن اللقاحات والمختبرات والمخازن بسبب نقص وقود لتشغيل المولدات حتى تسليم المزيد. كانت هناك حاجة ماسة إلى مسكنات قوية للألم، وغازات الجسم، وملاءات الأسرة لتغليف الموتى، وجراحي الأعصاب والأوعية الدموية وجراحة العظام وجراحي القلب المفتوح. لم يتم إصلاح الأضرار الجانبية التي لحقت بالمستشفيات مثل الزجاج المكسور. ولم يتمكن الصليب الأحمر الفلسطيني من الاستجابة لنداءات عديدة بسبب العمليات العسكرية. يتم إجراء العمليات الجراحية والحالات العاجلة فقط في المستشفيات وتم إغلاق جميع العيادات الخارجية.

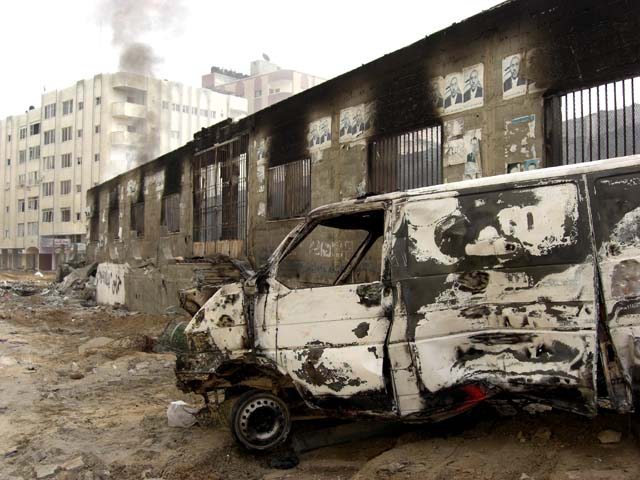
مستشفى القدس، مدينة غزة، في أعقاب القصف الإسرائيلي

ثلاثة فقط من أصل 56 عيادة للرعاية الصحية الأولية مفتوحة؛ 70% من مرضى الأمراض المزمنة الذين يترددون بانتظام على تلك المراكز اضطروا إلى قطع علاجهم بسبب الوضع الأمني. كان المرضى المصابون بأمراض مزمنة والذين كانوا يحصلون على الرعاية خارج قطاع غزة قبل النزاع بحاجة ماسة إلى استئناف علاجهم. بسبب الإغلاق الإسرائيلي لقطاع غزة، والذي استمر أكثر من عام ونصف، فإن المستشفيات تعطلت والكثير من المعدات لا يمكن الاعتماد عليها وبحاجة إلى الإصلاح. وصفت الأمم المتحدة أهمية قطع غيار المعدات الطبية كأولوية.
بحلول 2 فبراير، استأنفت معظم المرافق الصحية عملها الطبيعي. تم التبرع بكميات كبيرة من الإمدادات الطبية، ولكن لم يتم حتى الآن استلام المعدات التي تمس الحاجة إليها من قبل وزارة الصحة الفلسطينية، ولا سيما أجهزة قياس التأكسج النبضي، وأجهزة تنظيم ضربات القلب، ومضخات التسريب، ومضخات الحقن، وأجهزة التنفس الصناعي، وأجهزة مراقبة التخدير. المؤثرات العقلية لا تزال غير متوفرة وهناك حاجة ماسة إليها. في تقييم للأضرار من قبل منظمة الصحة العالمية، وجد أن 48% من 122 مرفقًا صحيًا تم تقييمها قد تضررت أو دمرت. أصيب 15 مستشفى من أصل 27 مستشفى و41 مركزًا للرعاية الصحية الأولية في غزة بأضرار. تم تدمير مركزين، وتعرضت 29 سيارة إسعاف لأضرار جزئية أو دمرت. كما عانى مركز إعادة التأهيل الوحيد في غزة من أضرار جسيمة. أفادت وزارة الصحة الفلسطينية عن مقتل 16 من العاملين الصحيين وإصابة 22 آخرين أثناء تأديتهم لواجبهم.
تتمثل سياسة حكومة إسرائيل في اشتراط وصول الفلسطينيين الذين يعيشون في الأراضي الفلسطينية إلى الرعاية الصحية في إسرائيل على التغطية المالية من السلطة الفلسطينية. في كانون الثاني / يناير 2009، في أعقاب الحرب، ألغت السلطة الفلسطينية التغطية المالية لجميع الرعاية الطبية للفلسطينيين في المستشفيات الإسرائيلية، بما في ذلك تغطية المرضى الفلسطينيين المصابين بأمراض مزمنة، وأولئك الذين يحتاجون إلى رعاية معقدة غير متوفرة في المراكز الطبية المتخصصة الأخرى في إسرائيل. منطقة. واحتجت منظمات حقوق الإنسان على هذا القرار.

#### سكان
تقدر منظمة هانديكاب إنترناشونال أن ما يصل إلى 50 في المائة من المصابين خلال الهجمات أصيبوا بجروح خطيرة تتطلب إعادة تأهيل لمنع الإعاقة الدائمة. من بين 1.5 مليون شخص يعيشون في قطاع غزة، تقدر الوكالات الدولية والوطنية العاملة في مجال الإعاقة وإعادة التأهيل أنه، حتى قبل العملية العسكرية، كان أكثر من 10% يعانون من إعاقات متوسطة أو شديدة. ويقدرون أن ما يصل إلى نصف 5380 رجلاً وامرأة وطفل أصيبوا خلال الأسابيع الثلاثة الماضية من الصراع قد يعانون من إعاقة مدى الحياة، والتي تفاقمت بسبب عدم قدرة العاملين في إعادة التأهيل على توفير التدخل المبكر. وقد سلطت هذه الوكالات الضوء على أهمية توفير التدخل المبكر للمصابين الجدد، وخاصة أولئك الذين خرجوا قبل الأوان من المرافق الصحية؛ إعادة إنشاء وتعزيز قدرات خدمات إعادة التأهيل ومنظمات الأشخاص ذوي الإعاقة للاستجابة للحاجة المتزايدة. يعتبر هذا أمرًا بالغ الأهمية نظرًا لأن المزود الرئيسي لخدمات إعادة التأهيل المتخصصة في غزة تعرض لأضرار جسيمة ولم يعمل بعد بشكل كامل. حتى قبل 27 ديسمبر / كانون الأول، اليوم الأول للهجمات، كان هناك بالفعل سجل خلفي للناس الذين ينتظرون خدمات متخصصة بما في ذلك إعادة التأهيل والجراحة.
تحذر اليونيسف والصليب الأحمر الدولي من الأخطار التي تقترحها الذخائر غير المنفجرة التي أودت بحياة طفلين حتى 20 يناير / كانون الثاني. تعد غزة واحدة من أكثر المناطق كثافة سكانية في العالم، مما يجعل المشكلة أكثر حدة. تمثل مشكلة الذخائر غير المنفجرة تهديدًا كبيرًا للسكان وفرق الإنقاذ العاملة في الميدان ويمكن أن تعيق وتيرة العمل الإنساني. كما تعتبر تلك الأسلحة غير المنفجرة عقبة رئيسية أمام عمل المنظمات في إزالة الأنقاض. في 16 فبراير، قتل شخص وأصيب أربعة بجروح نتيجة انفجار عبوة ناسفة في بيت لاهيا. اكتشف التلاميذ أيضًا أسافين الفسفور الأبيض في مدرسة في تل الهوى. ذكرت الأمم المتحدة أن عدم القدرة على تحديد المنطقة المناسبة التي يمكن تدمير الذخائر فيها لا يزال يمثل عقبة رئيسية، وكذلك عدم القدرة على إحضار أي من المواد والمعدات اللازمة لتدمير أو عزل الذخائر إلى غزة.

#### الآثار النفسية

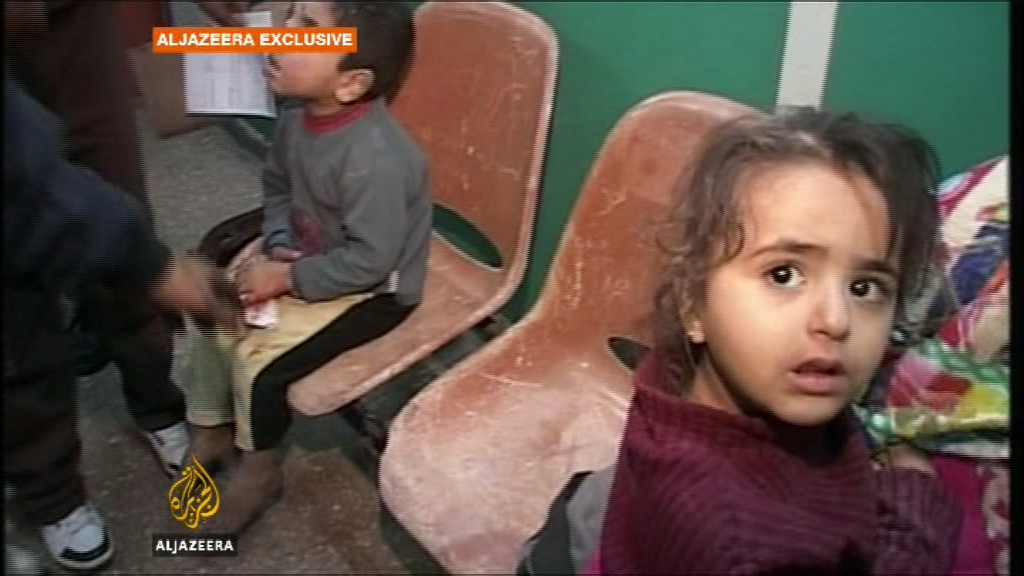
أطفال مصدومون يتحملون وطأة عنف الاشتباك العسكري في غزة.

تم الإبلاغ عن حالة من الذعر على نطاق واسع بين الطلاب، وتفاقمت بسبب توقيت الهجوم خلال ساعات الدراسة. كانت الفصول الدراسية في جلسة وقت الضربات الجوية IAF، حيث كان بعض الطلاب يجلسون في امتحانات منتصف العام. كان الطلاب الآخرون إما في طريقهم إلى المدرسة في الفترة المسائية أو عائدين إلى منازلهم. هرع الآباء إلى المدارس لجلب أطفالهم. حذرت الأمم المتحدة عدة مرات من الآثار المدمرة للهجمات على الأطفال، الذين يشكلون 56% من السكان، والذين يتحملون وطأة العنف ونسبة كبيرة من الجرحى المصابين بتشوهات خطيرة. تركز المدارس حاليًا على تقديم الدعم النفسي والعقلي للطلاب، قبل استئناف تدريس المواد الأساسية. قال رئيس برنامج الصحة النفسية في غزة إن نصف السكان سيعانون من اضطراب ما بعد الصدمة نتيجة للأزمة. صرحت الأمم المتحدة أنه وفقًا لتقارير شركة الاستشارات الشرق الأدنى للاستشارات، يشعر حوالي 96 بالمائة من سكان غزة بالاكتئاب والإحباط. أعلى مستويات الاكتئاب في شمال غزة ورفح، حيث لا يشعر 81% من المستطلعين بالأمان على أسرهم وأفراد أسرهم.
تقدر منظمة الصحة العالمية أن ما بين 25000 إلى 50000 شخص جديد من المحتمل أن يكونوا بحاجة إلى تدخل نفسي للتأثيرات طويلة المدى للأعمال العدائية. تشمل المجموعات المعرضة للخطر بشكل خاص الأطفال المنفصلين عن ذويهم، والأشخاص الذين يعانون من إعاقات عقلية موجودة مسبقًا، والإعاقات الجسدية الموجودة مسبقًا أو الجديدة، وكبار السن الذين فقدوا دعم الأسرة والأسر التي تعولها نساء. يسلط تقرير لبرنامج الأمم المتحدة الإنمائي حول تداعيات العملية العسكرية الإسرائيلية الضوء على أن أكثر من مليون شخص من أصل 1.4 مليون، أي 75% من سكان غزة، يشعرون بعدم الأمان، وأنه على الرغم من معاناة الأسر المعزولة من الوصول المحدود إلى الأساسيات مثل الغذاء والماء والصرف الصحي والمال، أكثر ما يحتاجون إليه هو الأمن الشخصي.

### طاقة
محطة توليد الكهرباء الوحيدة في غزة لا تعمل بسبب نقص الوقود الصناعي وقطع الغيار. اعتبارًا من 1 يناير، يستمر انقطاع التيار الكهربائي لمدة 16 ساعة يوميًا. بسبب الأضرار الموضعية التي أعقبت الغارات الجوية، تم قطع بعض الخطوط الكهربائية، مما تسبب في معاناة بعض المناطق من انقطاع التيار الكهربائي لمدة 24 ساعة. بالإضافة إلى ذلك، وبسبب الأضرار التي لحقت بـ 15 محولًا كهربائيًا من جراء الضربات الجوية، فإن ما يصل إلى 250 ألف شخص في وسط وشمال غزة ليس لديهم كهرباء طوال النهار والليل. في 1 كانون الثاني (يناير)، تضرر خط بقدرة 5 ميغاواط من مصر إلى رفح، مما أدى إلى تمديد انقطاع التيار الكهربائي إلى رفح، التي عادة ما يكون لديها إمداد مستمر. لم يعد الوقود للتدفئة والطهي متوفرا وأغلقت معظم محطات الوقود البالغ عددها 240 في مدينة غزة.
اعتبارًا من 4 كانون الثاني (يناير)، كان هناك انقطاع التيار الكهربائي شبه الكامل في مدينة غزة وشمال غزة والمنطقة الوسطى وخان يونس. 90% من شبكة الهاتف، بما في ذلك الخدمة الخلوية والخطوط الأرضية، معطلة، لأنها تعتمد على المولدات الاحتياطية مع مخزون الوقود المتضائل. منذ العملية البرية الإسرائيلية، تم قطع 75% من الكهرباء عن غزة ويواجه الفنيون الفلسطينيون صعوبات في الوصول إلى الخطوط المتضررة بسبب الهجمات العسكرية. حتى 7 كانون الثاني، ما زال معظم سكان قطاع غزة يعيشون بدون كهرباء. بحلول 16 يناير / كانون الثاني، اليوم الحادي والعشرين للهجمات، ما زالت معظم المنازل بلا كهرباء. اعتبارًا من 22 كانون الثاني (يناير)، بعد خمسة وعشرين يومًا من بداية الهجمات، لا يزال 40 في المائة من السكان البالغ عددهم 1.5 مليون نسمة بدون كهرباء. أما نسبة الـ 60 بالمائة المتبقية فتتلقى فقط إمدادات متقطعة يمكن أن تصل إلى 6 ساعات فقط في اليوم في شمال قطاع غزة. قطع الغيار والمعدات الأخرى هي أولوية. بعد 8 أيام من وقف إطلاق النار، أي بعد شهر من بداية الهجمات، تعمل محطة الكهرباء على توربين واحد فقط ينتج 30 ميغاواط بدلاً من الطاقة الكاملة اليومية البالغة 80 ميغاواط بسبب نقص الوقود الصناعي. بحلول 29 كانون الثاني (يناير)، عادت حالة الكهرباء إلى وضعها السابق قبل 27 كانون الأول، مع حصول معظم قطاع غزة على كهرباء متقطعة فقط. تتلقى مناطق معينة القليل جدًا من الطاقة نتيجة لذلك أو أن بعض خطوط الجهد المنخفض تنكسر. من أجل تلبية الطلب في جميع أنحاء القطاع، وضعت شركة توزيع الكهرباء في غزة (GEDCO) جدولًا زمنيًا لانقطاع التيار الكهربائي حيث ستواجه غزة وشمال غزة انقطاع التيار الكهربائي لمدة ثماني ساعات ثلاث مرات في الأسبوع؛ وستواجه المنطقة الوسطى وخان يونس انقطاع التيار الكهربائي لمدة 6-8 ساعات مرتين في الأسبوع. يشمل هذا الانقطاع انقطاع التيار الكهربائي بشكل غير مقصود.
تقدر شركة غزة لتوزيع الكهرباء الأضرار التي لحقت بشبكة الكهرباء بسبب الأعمال العدائية الأخيرة بأكثر من 10 ملايين دولار. حتى قبل النزاع، كانت احتياطياتها من قطع الغيار على وشك النضوب بسبب الحصار الذي دام 18 شهرًا على غزة. بحلول 29 كانون الثاني (يناير)، ما زالت 38 محولات أساسية لإصلاح نظام الكهرباء تنتظر الإذن من الإسرائيليين للسماح بدخولها إلى غزة. نظرًا لنقص الإمدادات، تواصل شركة غزة لتوزيع الكهرباء إصلاح الشبكة جزئيًا حيثما أمكن ذلك. تحذر الأمم المتحدة من أن هذه الإصلاحات الجزئية المخصصة ستزيد الخسائر الفنية بنسبة 25-30 في المائة، وتقلل من عمر مكونات الشبكة، وتزيد من تعريض أقسام الشبكة للانهيار المحتمل. منذ وقف إطلاق النار، سمحت إسرائيل بحوالي 87 طنًا من غاز الطهي يوميًا، وهو أقل بكثير من الاحتياجات المقدرة البالغة 300 طن يوميًا. لم يُسمح بدخول أي بنزين أو ديزل إلى غزة منذ 2 تشرين الثاني باستثناء الأونروا. لم تسمح إسرائيل بدخول بنزين أو ديزل أو غاز طهي إلى غزة بين 8 و14 شباط / فبراير.

### ماء
منذ 5 نوفمبر، كان هناك نقص في الكلور لمعالجة المياه بسبب الحصار الإسرائيلي، مما زاد من خطر انتشار أمراض المياه. في 27 ديسمبر / كانون الأول، ألحقت الغارات الجوية الإسرائيلية أضراراً جسيمة ببئرين للمياه، مما أدى إلى حرمان 30 ألف فلسطيني من المياه. في 2 يناير، ألحقت الغارات الجوية في منطقة المغراقة أضرارًا بأنابيب مياه الشرب الرئيسية، مما أدى إلى قطع إمدادات المياه عن 30 ألف شخص في مخيم النصيرات. تلخص الأمم المتحدة الوضع حتى 2 كانون الثاني (يناير)، حيث أصبح 250.000 شخص في مدينة غزة وشمال غزة بدون إمدادات المياه. ولحقت أضرار جسيمة بسبعة آبار مياه ولا يمكن إصلاحها بسبب القصف. اعتبارًا من 4 كانون الثاني (يناير)، ووفقًا لتقارير مصلحة مياه بلدية الساحل الفلسطينية (CMWU) عبر تقارير الأمم المتحدة، فإن 70% من سكان قطاع غزة البالغ عددهم 1.5 مليون نسمة لا يحصلون على المياه، ولا سيما في مدينة غزة وشمال غزة. اعتبارًا من 6 يناير، لا يستطيع 800000 فلسطيني الوصول إلى المياه، وأولئك الذين لا يزالون يتمتعون بالحصول على المياه يواجهون مشاكل في تنقية هذه المياه بالإضافة إلى المخاطرة بخطر التلوث الإضافي بسبب تسرب المياه العادمة. يستمر هذا الوضع في الأسبوع الثالث من الهجمات حيث لا يزال 500000 فلسطيني لا يحصلون على المياه الجارية، و500000 آخرين يحصلون على المياه لمدة أربع إلى ست ساعات فقط كل خمسة إلى سبعة أيام، والباقي يحصلون على المياه لمدة أربع إلى ست ساعات كل ساعتين أو ثلاثة ايام. بعد خمسة أيام من الهدوء أحادي الجانب، لا يحصل خُمس سكان قطاع غزة البالغ عددهم 1.5 مليون نسمة على مياه الشرب ويعتمدون حاليًا على المياه المشتراة من مزودين من القطاع الخاص. اعتبارًا من 26، 8 كانون الثاني (يناير) بعد أيام من وقف إطلاق النار من جانب واحد، يعمل ما لا يقل عن 70% من نظام المياه، على الرغم من أن هذا لا يعني أن الجميع يحصلون على المياه بسبب الأضرار الموضعية. بحلول الخامس من فبراير، بعد شهر وثمانية أيام من بدء الهجمات الإسرائيلية، أفادت مصلحة مياه بلديات الساحل أن 50 بالمائة من سكان غزة البالغ عددهم 1.5 مليون نسمة يحصلون على مياه جارية لمدة 6-8 ساعات كل يومين. 30 في المائة من السكان يحصلون على المياه الجارية كل يوم ثالث؛ و10% من السكان يحصلون على المياه كل خمسة أيام. 10 في المائة من السكان لا يحصلون على المياه الجارية ويعتمدون على المياه المنقولة بالصهاريج. اعتبارًا من 9 فبراير، أفادت مصلحة مياه بلديات الساحل أن 50.000 شخص لا يحصلون على المياه وأن 150.000-200.000 آخرين يحصلون على المياه كل 5 أو 6 أيام. وفقًا لإرشادات منظمة الصحة العالمية، فإن 80% من مياه الشرب في غزة غير آمنة حاليًا للاستهلاك البشري. في ضوء رداءة نوعية المياه، أعربت وزارة الصحة واليونيسف عن مخاوف بشأن زيادة خطر الإصابة بالإسهال والأمراض الأخرى التي تنقلها المياه عند الرضع.
في تقييم للأضرار قامت به مصلحة مياه بلديات الساحل، تم تدمير أربعة آبار مياه في بيت حانون ومدينة غزة وجباليا تدميرا كاملا. تم الإبلاغ على نطاق واسع عن الأضرار التي لحقت بالعديد من ناقلات المياه. تظهر النتائج الأولية أن بعض مناطق غزة مثل العطاطرة وعزبة عبد ربه تضررت بنسبة 50 في المائة من شبكات المياه الخاصة بها، في حين تعرض البعض الآخر لأضرار بنسبة 30 إلى 35 في المائة لشبكاتهم. في المجموع، تم تدمير 5708 دبابة على السطح بالكامل، وتضررت 2985 دبابة. تم تدمير 2204 سخان شمسي وتلف 1762. في بعض المناطق، يصل سعر المياه المنقولة بالصهاريج إلى 175 شيكل إسرائيلي جديد للمتر المكعب. تستمر العديد من المنظمات الإنسانية بما في ذلك منظمة العمل ضد الجوع، وكير، واللجنة الدولية للصليب الأحمر، وأوكسفام، واليونيسيف في توفير مياه الشرب للأشخاص المحتاجين، وكذلك الدعم المادي والمالي لمصلحة مياه بلديات الساحل لإجراء الإصلاحات الطارئة. أبلغت منظمة أوكسفام ومنظمة العمل ضد الجوع عن نقص في خزانات المياه لتوزيع المياه، مما يجعل من الصعب عليهم تغطية جميع المناطق المحتاجة. أعدت مصلحة مياه بلديات الساحل قائمة بعناصر العناصر ذات الأولوية بما في ذلك الأنابيب والمولدات والمضخات التي تنتظر التصريح من قبل السلطات الإسرائيلية لدخولها إلى غزة. طلب الصليب الأحمر الدولي موافقة السلطات الإسرائيلية على دخول 36 شاحنة تحتوي على مواد الإصلاح هذه، لكن لم يُسمح إلا بـ 13 شاحنة. رفضت السلطات الإسرائيلية دخول الأنابيب البلاستيكية التي أجازها الصليب الأحمر سابقاً. في 9 فبراير، ذكرت الأمم المتحدة أن دخول قطع الغيار اللازمة إلى غزة لا يزال يمثل مشكلة، ونتيجة لذلك لا يمكن إجراء إصلاحات كبيرة لشبكة المياه في غزة.

### الصرف الصحي

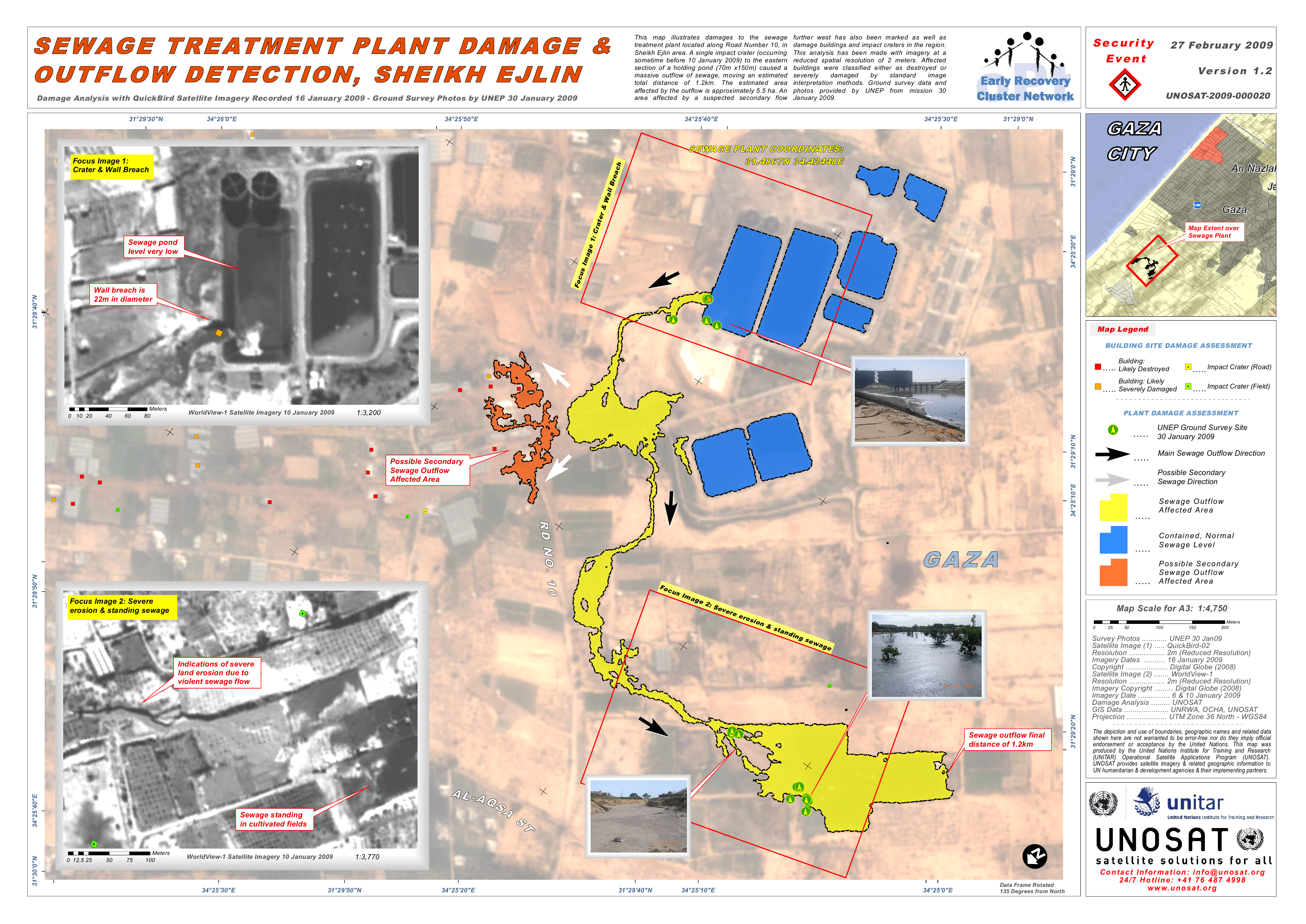
تقييم الأضرار بواسطة الأقمار الصناعية لأضرار محطة معالجة مياه الصرف الصحي وكشف التدفق الخارجي في الشيخ عجلين. تسببت حفرة اصطدام واحدة في القسم الشرقي من بركة الاحتفاظ في تدفق هائل لمياه الصرف الصحي، مما أدى إلى تحريك مسافة إجمالية تقدر بـ 1.2 كيلومتر. الأمم المتحدة (يونوسات). مارس 2009

منذ 31 كانون الأول / ديسمبر، تعرضت شبكات الصرف الصحي والمياه في بيت حانون للقصف في خمسة مواقع مما تسبب في أضرار جسيمة لخط أنابيب الصرف الصحي الرئيسي الذي أدى إلى تدفق مياه الصرف الصحي إلى الشوارع. لا يمكن لنظام الصرف الصحي معالجة مياه الصرف الصحي، ويقوم بإلقاء 40 مليون لتر من مياه الصرف الصحي غير المعالجة في البحر يوميًا. في 3 يناير، أفادت الأمم المتحدة عن مخاوف ناشئة من أن القصف المستمر بالقرب من بحيرة الصرف الصحي في بيت لاهيا، والتي تحتوي على 3 ملايين متر مكعب من المياه العادمة، سيؤدي إلى فيضان هائل من مياه الصرف الصحي. بالإضافة إلى المناطق الزراعية، هناك ما يصل إلى 15000 شخص في خطر مباشر. اعتبارًا من 5 كانون الثاني (يناير)، كان نظام الصرف الصحي في غزة على وشك الانهيار بسبب نقص الكهرباء والوقود؛ مياه الصرف الصحي تتدفق إلى بيت لاهيا والأراضي الزراعية والبحر. وحتى 13 كانون الثاني (يناير)، كانت الأونروا لا تزال غير قادرة على توصيل الوقود لمحطات معالجة المياه لتخفيف الضغط على ضفاف بحيرة بيت لاهيا. في 16 كانون الثاني، أفاد شهود عيان أن مجاري الصرف الصحي يتدفق لمسافة تصل إلى كيلومتر واحد من محطة معالجة المياه في مدينة غزة. منذ 31 كانون الأول (ديسمبر) وحتى 19 كانون الثاني (يناير)، أي بعد يوم واحد من ثلاثة وعشرين يومًا من الهجمات الإسرائيلية، استمرت مياه الصرف الصحي في التدفق في شوارع بيت لاهيا وبيت حانون، 30 مترا مكعبا من مياه الصرف الصحي تتدفق في شوارع بيت حانون كل ساعة. بحلول 29 كانون الثاني (يناير)، وبعد الإصلاحات، لم تعد مياه الصرف الصحي تتسرب في شوارع بيت لاهيا وبيت حانون.
في تقرير تقييم الأضرار الصادر عن مصلحة مياه بلديات الساحل، تعرضت شبكات الصرف الصحي في مدينة غزة وبيت حانون وجباليا وبيت لاهيا لأضرار جسيمة. محطة مجاري الشيخ إيجلين، التي تعالج مياه الصرف الصحي الخام لمنطقة يقطنها 400 ألف شخص، كانت معطلة منذ أن ضربتها قذيفة في الأسبوع الثاني من الصراع. كشف التقرير النهائي لتقييم الأضرار الذي أجرته مصلحة مياه بلديات الساحل، أن إصلاح شبكة ومرافق المياه والصرف الصحي سيكلف حوالي 6 ملايين دولار، منها 830 ألف دولار لإصلاح شبكة الصرف الصحي. وفقًا لمجموعة الهيدرولوجيا الفلسطينية، تتراكم النفايات الصلبة في معظم المناطق المتضررة من الأعمال العدائية، باستثناء مدينة غزة حيث تواجه منطقتان فقط مشاكل النفايات الصلبة. كما أفادت المجموعة أنه في 13 فبراير، تسرب 3000 لتر من الوقود إلى حوض تسرب المياه العادمة في محطة معالجة مياه الصرف الصحي الطارئة في بيت لاهيا، مما يشكل خطرًا على التلوث الكيميائي لطبقة المياه الجوفية بواسطة الهيدروكربونات. لا يمكن إجراء الإصلاحات الرئيسية دون إدخال قطع الغيار اللازمة إلى غزة، والتي لا تزال مشكلة.

### الأوراق النقدية
الشيكل الإسرائيلي عملة مستخدمة على نطاق واسع في قطاع غزة، وتحتاج المنطقة إلى 400 مليون شيكل على الأقل، أو حوالي 100 مليون دولار شهريًا بعملة جديدة لاستبدال الأوراق النقدية القديمة ودفع الرواتب. منذ 24 كانون الأول، أدى الحظر المفروض على دخول الأوراق النقدية إلى غزة إلى إعاقة العديد من البرامج الإنسانية التي تديرها الأونروا، أكبر مزود للمساعدات الإنسانية في قطاع غزة. وشملت الاحتياجات النقدية للأونروا عملات ورقية لبرامج التوزيع على 94000 أسرة معالة من "العسر الشديد"، ولموردي ومقاولي البرامج الحيوية بما في ذلك الوجبات المدرسية، وكذلك لبرنامج "النقد مقابل العمل". اعتبارًا من 18 كانون الثاني (يناير)، وهو اليوم الأول بعد 22 يومًا من الهجمات، لم تدخل الأموال إلى القطاع حتى الآن وكانت هناك حاجة ماسة إليها، بما في ذلك أنشطة الأونروا.
بعد العملية، كانت الأموال لا تزال مطلوبة بشكل عاجل لإعادة تنشيط القطاع الخاص ومنع الاعتماد المتزايد على المساعدات الإنسانية. كما أدى هذا النقص في السيولة إلى منع الوصول إلى الإمدادات الأساسية بما في ذلك المخزون المحدود من المواد الغذائية في الأسواق. بحلول 5، 18 فبراير / شباط، بعد أيام من العملية، لم تدخل الأموال النقدية إلى القطاع باستثناء عدد قليل من المنظمات الدولية. ذكر مكتب الشؤون الإنسانية التابع للأمم المتحدة أنه يجب إنشاء نظام على وجه السرعة يضمن التحويل الشهري المنتظم والذي يمكن التنبؤ به للنقد الضروري. في 6 شباط، سمحت إسرائيل بتحويل 42 مليون دولار من بنوك في الضفة الغربية إلى قطاع غزة. وبحسب بنك فلسطين، فإن هذا التحويل المالي سيمكن السلطة الفلسطينية من دفع رواتب موظفيها المقيمين في غزة البالغ عددهم 70 ألف موظف. كانت آخر مرة سمحت فيها إسرائيل بالمال النقدي في منتصف ديسمبر / كانون الأول 2008. بعد ذلك، ذكرت الأمم المتحدة أن هناك حاجة إلى مزيد من الأموال لإعادة تنشيط القطاع الخاص ولمنع الاعتماد المتزايد على المساعدات.

### البنية التحتية الاقتصادية
وقد لحق دمار واسع النطاق بالمؤسسات التجارية والبنية التحتية العامة. وبحسب الصناعيين الفلسطينيين، فقد تعرض 219 مصنعا للتدمير أو لأضرار بالغة خلال العملية العسكرية الإسرائيلية. من بين 3 في المائة من الطاقة الصناعية التي كانت لا تزال تعمل بعد 18 شهرًا من الحصار الإسرائيلي، تم تدمير الكثير الآن. أكبر مصنع فلسطيني لتصنيع المواد الغذائية، ألويضة، تعرض للدمار، وكذلك أبو عيدة، أكبر منتج للخرسانة الجاهزة، مع هدم أربعة مصانع، ومطاحن البدر، مع أكبر مرافق التخزين في القطاع. كان لدى الثلاثة اتصالات وثيقة وطويلة الأمد مع الشركات الشريكة والموردين الإسرائيليين. وذكر الملاك أنهم يرون ذلك كجزء من حرب اقتصادية لجعل غزة تعتمد على إسرائيل.
وفقًا لبرنامج الغذاء العالمي، تضرر ما بين 35-60% من الصناعة الزراعية من جراء العملية العسكرية الإسرائيلية. تقدر منظمة الأغذية والزراعة أن 13000 أسرة تعتمد بشكل مباشر على الزراعة والرعي وصيد الأسماك قد عانت من أضرار كبيرة في سبل عيشها.

### المعابر والمساعدات

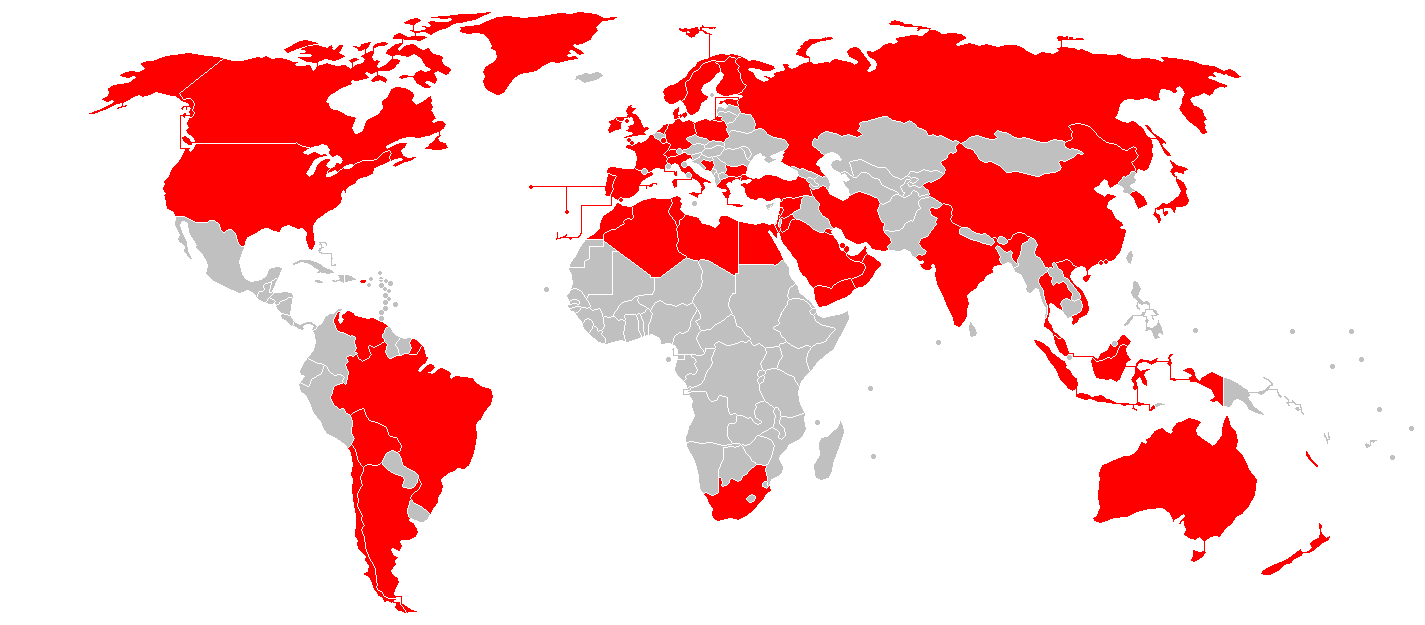
خريطة الدول التي تقدم مساعدات طارئة لغزة في عام 2009.

كان هناك نقص حاد في الشاحنات التي تدخل قطاع غزة منذ بداية الصراع. في كانون الأول 2005، دخل ما معدله 631 شاحنة بشكل يومي إلى قطاع غزة. وقد انخفض هذا الرقم إلى 475 شاحنة يوميًا بحلول مايو 2007، وبحلول 27 ديسمبر 2008، وهو اليوم الأول للهجمات، دخلت معبر كرم أبو سالم في المتوسط 73 شاحنة يوميًا إلى قطاع غزة. ذكرت الأمم المتحدة أن الوكالات الدولية واجهت "حرمانًا غير مسبوق" من الوصول إلى غزة منذ 5 نوفمبر / تشرين الثاني. لا يزال وصول المساعدات الإنسانية غير موثوق به ويلزم منحه كل يوم دون قيود. بحلول 5 فبراير / شباط، بعد شهر واحد وثمانية أيام من بدء الهجمات الإسرائيلية، أفادت الأمم المتحدة أن عدد شاحنات المساعدات التي سمحت لها السلطات الإسرائيلية بدخول غزة يوميًا لا يزال غير كاف.
صرح جون هولمز، وكيل الأمين العام للأمم المتحدة للشؤون الإنسانية ومنسق الإغاثة في حالات الطوارئ، في بيانه أمام مجلس الأمن أنه بعد انتهاء العملية الإسرائيلية، وفي "الأيام الجيدة"، لم تدخل غزة سوى 120 شاحنة، بدلاً من المتطلبات اليومية العادية، بما في ذلك المرور التجاري، 500 شاحنة كحد أدنى. أعلن هولمز أن المواد الأساسية مثل مواد البناء وأنابيب المياه والأسلاك الكهربائية والمحولات لا تزال محظورة بشكل فعال، أو يُسمح بها بشكل غير متكرر بعد "مساومة لا نهاية لها". وأضاف أنه يجب السماح بدخول البضائع التجارية والخروج منها، لأن الفلسطينيين في غزة "لا يريدون أو يستحقون الاعتماد على المساعدات الإنسانية" وأن "التدفق المحدود" للمواد إلى غزة يواصل العقاب الجماعي الفعال للسكان المدنيين والأفراد. فرض الاعتماد غير المثمر على الأنفاق للحصول على الضروريات اليومية.
أفادت جمعية مالكي محطات الوقود في غزة عن انخفاض كبير في كمية الوقود المهربة عبر الحدود بين غزة ومصر منذ بداية فبراير، ويرجع ذلك إلى حد كبير إلى تدمير إسرائيل للأنفاق. أفادت تقارير الأمم المتحدة أن مصادر في رفح تشير إلى انخفاض كمية البضائع المهربة إلى غزة عبر الأنفاق بسبب الهجمات الإسرائيلية المستمرة. ذكرت الأمم المتحدة أنه على الرغم من أن السلطات الإسرائيلية أبلغت المجتمع الإنساني أنه سيتم السماح بدخول 150 شاحنة إلى غزة يوميًا، إلا أن السعة لم تتجاوز 120 شاحنة. بالإضافة إلى ذلك، يُسمح فقط بدخول قائمة محظورة من المواد إلى غزة.
اعتبارًا من صباح 28 يناير، كان ما يقرب من 30 موظفًا من المنظمات غير الحكومية الدولية في غزة، إلى جانب ما يقرب من 22 من موظفي الأمم المتحدة الدوليين. هناك طلبات معلقة لأكثر من 200 شخص لدخول غزة وهذا العدد آخذ في الازدياد "يوما بعد يوم". صرح رئيس رابطة وكالات التنمية الدولية، التي تضم 75 منظمة إنسانية، أنه "من غير المقبول أن موظفي وكالات المعونة الدولية ذوي الخبرة في الاستجابة للطوارئ لا يزالون غير مسموح لهم بالدخول الكامل إلى غزة، وأن المعابر لا تعمل بكامل طاقتها للسلع الإنسانية والتجارية ". فشلت العديد من المنظمات غير الحكومية في تلقي رد من السلطات الإسرائيلية فيما يتعلق بطلباتها، بينما طُلب من منظمات أخرى تقديم معلومات إضافية بشأن ولاياتها المحددة وأنشطتها ومصادر تمويلها. ومُنع آخرون من الدخول تمامًا. ذكرت الأمم المتحدة أن مشكلة رئيسية كانت عدم الاتساق في عملية التقديم؛ تم إبلاغ بعض الموظفين بأنه قد تمت الموافقة عليهم، ولكن لم يتم السماح لهم بالدخول عند محاولتهم عبور معبر إيريز. في حالات أخرى، يتلقى الموظفون معلومات متضاربة من السلطات الإسرائيلية بشأن اللوائح التي يجب الوفاء بها قبل السماح بالدخول. ووصفت الأمم المتحدة الإجراءات الإسرائيلية بأنها إجراءات غير متسقة ولا يمكن التنبؤ بها وتعيق قدرة المنظمات على التخطيط الفعال لاستجابتها الإنسانية وتعيق الجهود المبذولة لمعالجة الأزمة الإنسانية.
في 2 فبراير، أفادت الأمم المتحدة أن عدد شاحنات المساعدات المسموح بدخولها إلى غزة يوميًا من قبل السلطات الإسرائيلية لا يزال غير كاف، ولا تزال المنظمات الإنسانية تواجه قيودًا خطيرة على دخول غزة. في 16 شباط / فبراير، وباسم المجتمع الإنساني، كانت الكتلة اللوجيستية تتفاوض مع السلطات الإسرائيلية بشأن نقل البضائع إلى غزة. يتم استخدام قائمة البنود ذات الأولوية للنقل إلى قطاع غزة، والتي تم توحيدها على أساس المدخلات الواردة من القطاع لتعكس الاحتياجات الإنسانية في غزة، كأساس للمفاوضات مع السلطات الإسرائيلية.

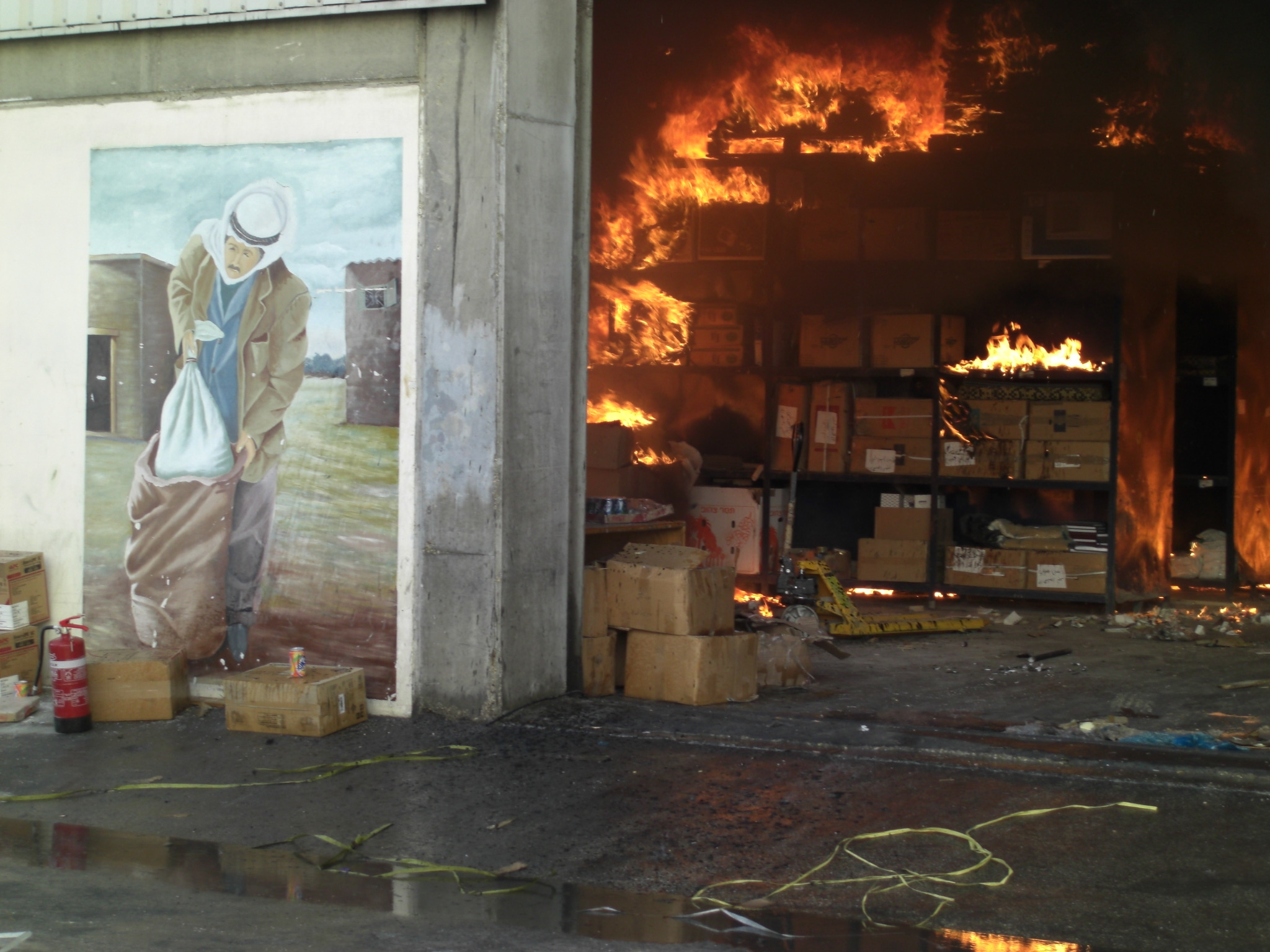
قصف مبنى وكالة الأمم المتحدة لإغاثة وتشغيل اللاجئين الفلسطينيين خلال الصراع

في 7 يناير، وافقت إسرائيل على هدنة إنسانية مدتها ثلاث ساعات، تسمح بدخول الإمدادات والوقود إلى غزة. رحبت الأمم المتحدة بهذه الخطوة، لكنها ذكرت أن المساعدة على مدار الساعة مطلوبة لتلبية الاحتياجات الإنسانية للسكان. وأعرب مجلس حقوق الإنسان عن موقف مماثل. أفاد الصليب الأحمر الدولي والأمم المتحدة وعمال الإغاثة بظروف لا تطاق وأزمة إنسانية متفاقمة في غزة. واتهم الصليب الأحمر الجيش الإسرائيلي بالفشل في "الوفاء بالتزاماته بموجب القانون الإنساني الدولي".
في 9 يناير، استأنفت الأمم المتحدة عمل الإغاثة، بعد تلقي تأكيدات من إسرائيل بأن عمالها لن يتم استهدافهم بعد الآن. اعتبارًا من 14 كانون الثاني (يناير) 2009، تم تسليم ما يقرب من 900 شاحنة (بما في ذلك 20000 طن من المواد الغذائية الأساسية والإمدادات الطبية) إلى غزة. وفي معرض حديثها عن وضع المساعدات في 7 كانون الثاني / يناير، ذكرت منظمة إنقاذ الطفولة أن "القدر الضئيل من المساعدات المسموح بدخولها، وإن كان أفضل من لا شيء، هو لفتة يرثى لها في مواجهة مثل هذه الأزمة الإنسانية الهائلة"، مشيرة إلى أن كميات الغذاء غير كافية، تم تسليم الوقود والإمدادات الطبية. كما ذكرت الأمم المتحدة أن المساعدات المقدمة غير كافية لمعالجة الأزمة الإنسانية المزمنة بالنظر إلى "حجم الهجمات".
في 3 فبراير، صادر أفراد شرطة حماس البطانيات والطرود الغذائية من مركز توزيع تابع للأونروا، وفي 4 فبراير، طالب منسق الإغاثة في حالات الطوارئ التابع للأمم المتحدة بإعادة المساعدات على الفور. وأصدرت حكومة حماس بيانا قالت فيه إن الحادث كان نتيجة سوء تفاهم بين سائقي الشاحنات وتم حله من خلال الاتصال المباشر مع وكالة الغوث. في 9 فبراير، رفعت الأونروا تعليق حركة إمداداتها الإنسانية إلى غزة، بعد أن أعادت سلطات حماس جميع إمدادات المساعدات التي تمت مصادرتها.
تعهدت عدة دول بتقديم المساعدة بعد بدء الهجوم على غزة، ووعدت بالدعم المالي والمساعدات الإنسانية (انظر الخريطة). المنظمات الدولية التي تقدم المساعدات تشمل الاتحاد الأوروبي، وكالة الأمم المتحدة لإغاثة وتشغيل اللاجئين الفلسطينيين في الشرق الأدنى (الأونروا)، والصليب الأحمر، والهلال الأحمر، ونجمة داوود الحمراء، وبرنامج الغذاء العالمي.

## التأثيرات على إسرائيل
أصدرت قيادة الجبهة الداخلية الإسرائيلية تعليمات طارئة مفصلة للمواطنين الإسرائيليين بشأن الاستعداد والتعامل مع الهجمات الصاروخية من قطاع غزة. تضمنت التعليمات أوامر بالبقاء ضمن مسافة معينة من الملاجئ بناءً على القرب من مصدر الصواريخ. صدرت تعليمات للسكان المتاخمين لحدود غزة بالبقاء في غرف محصنة. عزا الإسرائيليون خسائرهم المدنية المنخفضة إلى استجابة عامة منظمة لهذه التعليمات. زاد مدى صواريخ حماس من 40 صاروخا كم وضع أكثر من 700000 إسرائيلي في نطاق الهدف.

### اللاجئون الداخليون
هرب قسم كبير من سكان عسقلان، وهي مدينة ساحلية جنوبية وضعت في مرمى صواريخ من نوع جراد منذ بداية الصراع، من المدينة بحثًا عن الأمان النسبي في وسط وشمال إسرائيل. في 10-11 كانون الثاني (يناير)، وفقًا لوسائل الإعلام الإسرائيلية، فر 40% من السكان من المدينة، على الرغم من دعوات رئيس البلدية للبقاء.

### إغلاق المدارس
اعتبارًا من 27 ديسمبر / كانون الأول، أغلقت المدارس والجامعات في جنوب إسرائيل أبوابها بسبب التهديدات الصاروخية. سقطت صواريخ حماس على منشآت تعليمية إسرائيلية عدة مرات (مثل المدارس الخالية في بئر السبع) من عام 2008 إلى عام 2009، ولم تقع إصابات حتى 15 يناير / كانون الثاني، باستثناء حالات الصدمة. استؤنفت الدراسات اعتبارًا من 11 كانون الثاني / يناير، وتمركز ممثلو قيادة الجبهة الداخلية في الجيش الإسرائيلي في المدارس. تم السماح فقط للمدارس ذات الفصول المحصنة والملاجئ بإحضار الأطفال. قالت وزيرة التعليم الإسرائيلية يولي تامير إنها تأمل أن توفر العودة إلى المدرسة القليل من الهيكل والروتين في وقت يتسم بضغوط كبيرة وعدم يقين للأطفال. ومع ذلك، كان الطلاب مترددين في العودة، حيث ذكر الطلاب في كلية سابير في سديروت أن نسبة الحضور تقل عن 25٪.
أكبر مستشفى على الساحل الجنوبي لإسرائيل، مستشفى برزيلاي في عسقلان، أجبر منشآته العلاجية الحرجة على ملجأ تحت الأرض بعد أن سقط صاروخ أطلقته غزة بجانب مهبط طائرات الهليكوبتر في 28 ديسمبر 2008.

## التأثيرات على الأجانب
في بداية الصراع، كان أكثر من ألف أجنبي يعيشون في غزة أو بالقرب منها، بمن فيهم مواطنون من عدة دول غربية، معظمهم فلسطينيون مزدوجو الجنسية وأزواج لفلسطينيين. حتى 8 يناير، قدر دبلوماسيون أن حوالي 400 أجنبي من 22 دولة ما زالوا في غزة. وذكرت الوكالات التي تساعد في إجلاء الأجانب، بما في ذلك الصليب الأحمر، أن جهودها تعرقلت بسبب العنف والعقبات البيروقراطية وغياب التنسيق بين إسرائيل والأمم المتحدة والدول المضيفة. في 4 يناير، تم اقتحام عمدة مدينة نيويورك مايكل بلومبيرج إلى ملجأ من القنابل مع انطلاق صفارات الإنذار أثناء زيارته لمدينة سديروت الإسرائيلية. في 8 كانون الثاني / يناير، في مدينة غزة، قتلت امرأة أوكرانية وطفلها، وأصيب طفلها الآخر. وثبت أن أحد المسلحين الذين قُتلوا سعودي الجنسية في 15 يناير / كانون الثاني.

## دولي
تصاعدت الحوادث المعادية للسامية في جميع أنحاء العالم في تواترها وشدتها خلال حرب غزة، واعتبرت على نطاق واسع أنها موجة من الهجمات الانتقامية ردًا على النزاع.

## روابط خارجية
- تغطية إخبارية مستمرة من الجزيرة، بي بي سي نيوز نسخة محفوظة 15 January 2007 على موقع واي باك مشين.، سي إن إن، كريستيان ساينس مونيتور، فاينانشيال تايمز، الجارديان، هآرتس، اللجنة الدولية للصليب الأحمر، جيروزاليم بوست، لوس أنجلوس تايمز، شبكة الأخبار الفلسطينية، راديو فرنسا الدولي.

الأطراف المعنية
- وحدة الناطق بلسان الجيش الإسرائيلي منشورات على موقع يوتيوب
- تقرير "حرب حماس ضد إسرائيل" من وزارة الخارجية الإسرائيلية

خرائط
- أزمة غزة: الخرائط الرئيسية والجدول الزمني. بي بي سي نيوز.